# 1958 en sports équestres
Chronologie des sports équestres
- 1957 en sports équestres - 1958 en sports équestres - 1959 en sports équestres

Cet article présente les faits marquants de l'année 1958 en sports équestres.

## Événements

### Année
- 2e édition des championnats d'Europe de saut d'obstacles à Aix-la-Chapelle (Allemagne de l'Ouest).